# Менгем (Луїзіана)
Менгем (англ. Mangham) — селище (англ. village) в США, в окрузі Ричленд штату Луїзіана. Населення — 624 особи (2020).

## Географія
Менгем розташований за координатами 32°18′31″ пн. ш. 91°46′46″ зх. д. / 32.30861° пн. ш. 91.77944° зх. д. (32.308579, -91.779551).  За даними Бюро перепису населення США в 2010 році селище мало площу 2,65 км², уся площа — суходіл.

## Демографія
Згідно з переписом 2010 року, у місті мешкали 672 особи в 251 домогосподарстві у складі 179 родин. Густота населення становила 253 особи/км².  Було 283 помешкання (107/км²).
Расовий склад населення:
| - 57,4 % — білих - 41,7 % — чорних або афроамериканців - 0,1 % — корінних американців |

До двох чи більше рас належало 0,6 %. Частка іспаномовних становила 1,6 % від усіх жителів.
За віковим діапазоном населення розподілялося таким чином: 31,8 % — особи молодші 18 років, 56,1 % — особи у віці 18—64 років, 12,1 % — особи у віці 65 років та старші. Медіана віку мешканця становила 33,1 року. На 100 осіб жіночої статі у місті припадало 85,1 чоловіків;  на 100 жінок у віці від 18 років та старших — 73,5 чоловіків також старших 18 років.
Середній дохід на одне домашнє господарство  становив 45 420 доларів США (медіана — 29 000), а середній дохід на одну сім'ю — 53 043 долари (медіана — 32 188). Медіана доходів становила 60 208 доларів для чоловіків та 21 422 долари для жінок. За межею бідності перебувало 32,2 % осіб, у тому числі 54,2 % дітей у віці до 18 років та 9,5 % осіб у віці 65 років та старших.
Цивільне працевлаштоване населення становило 244 особи. Основні галузі зайнятості: освіта, охорона здоров'я та соціальна допомога — 24,6 %, публічна адміністрація — 14,3 %, фінанси, страхування та нерухомість — 11,9 %, роздрібна торгівля — 10,7 %.